# Pierre Carassus
Pour les articles homonymes, voir Carassus.
 (mai 2025).
Pierre Carassus, né le 8 mai 1943 à Adé (Hautes-Pyrénées), est un homme politique français.
Issu des milieux syndicaux CGT de la Poste, il s'engage au sein du CERES de Jean-Pierre Chevènement à l'intérieur du Parti socialiste. Élu conseiller général du canton de Melun Nord en 1982, mandat qu’il détient jusqu’en 1994, il devient maire de Vaux-le-Pénil en 1989. Fidèle à ses engagements, il quitte le PS en rejoignant le Mouvement des citoyens (MDC).

## Anciens mandats
- Conseiller général PS puis MDC de Seine-et-Marne de 1982 à 1994 (canton de Melun-Nord)
- Député RL de Seine-et-Marne de 1995 à 1997
- Député RCV pour la troisième circonscription de Seine-et-Marne de 1997 à 2002
- Maire de Vaux-le-Pénil de 1989 à 2012
- Premier adjoint au maire de Vaux-le-Pénil de 2012 à 2014

## Autres fonctions politiques
- Ancien secrétaire national du Parti socialiste
- Ancien secrétaire national du Mouvement des citoyens